# Имунитет (право)
Имунитет се у правима односи на статус који чини једну особу слободном од законских обавеза, оптужби и казни за евентуалне прекршаје.
Норме о просторном важењу кривичног законодавства дају широке могућности у погледу примене домаћег права. Имунитет може бити озбиљна препрека за кривично гоњење. Имунитет не значи да право једне земље не важи у односу на неко лице, већ он представља процесну сметњу за вођење кривичног поступка према том лицу.
Лица која уживају имунитет су дужна да поштују право земље у којој се налазе, иако се оно у односу на њих не може применити за време трајања мандата. Опште је прихваћено да постоје две врсте имунитета у међународном праву: функционални (ratione materie) и персонални имунитет (ratione personae).

## Функционални имунитет
Функционални имунитет штити само поступке који су предузети у име државе. Та врста имунитета штити релативно широк круг лица, тј. све оне који предузимају одређене службене радње. Суштина је у томе да функционални имунитет делује само у односу на одређену врсту радње и не штити лице у целини од кривичног гоњења. Оцену да ли се ради о службеној или приватној радњи даје орган домаће државе.

## Персонални имунитет
Персонални имунитет обезбеђује имунитет одређеног лица од кривичног гоњења у целини, тј. без обзира о каквом се понашању ради, јер се полази од тога да та лица представљају државу. Он се признаје само малом броју лица: шефу државе, акредитованим дипломатама, председнику владе, као и министру иностраних послова. Тај имунитет је временски ограничен. У случају престанка овог имунитета, за предузете службене радње и даље може да се примењује функционални имунитет. Са дипломатским представницима су у погледу имунитета изједначени представници специјалних мисија.

## Функционери међународних организација
Имунитет уживају и функционери међународних организација. Функционери ОУН и судије Међународног суда правде имају дипломатски имунитет који важи erga omnes (према свима). У погледу функционера других међународних организација, питање имунитета је спорно, осим ако није регулисано међународним уговором. Међународним уговорима се у неким случајевима тим лицима признаје персонални, а у неким само функционални имунитет.

## Кривично гоњење лица са имунитетом
Кривично право се може применити само у случају да се земља одрекне имунитета свог представника, односно лица које је за њу предузело неку службену радњу. У случају повреде права на имунитет, држава може покренути спор пред Међународним судом правде. У новије време, долази и до ограничавања права на имунитет. Имунитет не признају ad hoc трибунали, а и Статут Међународног кривичног суда га искључује у односу на земље уговорнице. То се односи на обе врсте имунитета. Ово значи да имунитет делује само пред националним судовима. У неколико случајева је дошло и до одрицања овог права када је у питању имунитет, а под условом да се ради о најтежим међународним кривичним делима. Ипак, персонални имунитет пред националним судовима остаје и даље апсолутан.